# غور خسرو (دهسرد)
غور خسرو (بالفارسية: گورخسرو) هي قرية تقع في إيران في قسم دهسرد الريفي.